# Парламентарни избори в България (1902)
Парламентарните избори за XII народно събрание в Княжество България са проведени на 17 февруари 1902 г. Спечелени са от правителствената Прогресивнолиберална партия, която обаче няма пълно мнозинство в Народното събрание. Другата голяма русофилска партия, Народната, остава втора сила. Избрани са 189 народни представители при активност от 49,8%.

## Резултати
Прогрсивнолибералите увеличават повече от два пъти депутатите си, след като остават единствената партия в правителството. Народняците задържат позициите си спрямо миналогодишните избори. В трета най-голяма партия се превръща БЗНС. Значително намаляват местата на Демократическата партия и Народнолибералната. БРСДП, другата партия на пролетариата, увеличава депутатите си.
| Партия                       | Места | +/–  | Процент | Гласове |
| ---------------------------- | ----- | ---- | ------- | ------- |
| Прогресивнолиберална партия  | 89    | +49  | 30,1%   | 121 737 |
| Народна партия               | 28    | -1   | 20,3%   | 82 010  |
| БЗНС                         | 12    | 0    | 6,1%    | 24 710  |
| Народнолиберална партия      | 8     | -16  | 11,3%   | 45 810  |
| Либерална партия             | 7     | +2   | 7,0%    | 28 260  |
| Демократическа партия        | 7     | -20  | 5,9%    | 23 710  |
| БРСДП                        | 7     | +5   | 4,8%    | 19 250  |
| Радикалдемократическа партия | 6     | нова | –       | –       |
| Консервативна партия         | 2     | 0    | –       | –       |
| Други партии                 | 8     | +4   | –       | –       |
| Независими                   | 15    | -4   | 14,6%   | 59 010  |
| Общо                         | 189   | +25  | 100%    | 404 497 |